# سیارک ۴۸۹۶
سیارک ۴۸۹۶ (به انگلیسی: 4896 Tomoegozen، نامگذاری:1986YA) چهار هزار و هشتصد و نود و ششمین سیارک کشف شده‌است که در ۲۰ دسامبر ۱۹۸۶ کشف شد.
قدر مطلق سیارک برابر ۱۰٫۸۰ است.